# Station de rangers
 (septembre 2024).

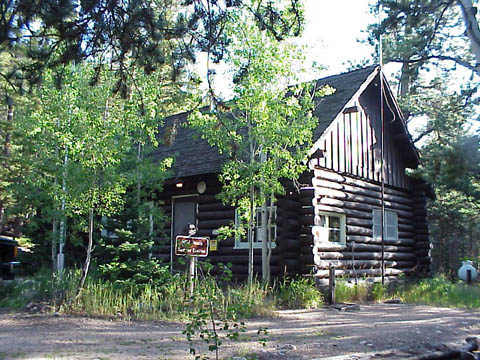
Vue de la Wild Basin Ranger Station, une station de rangers classée dans le parc national de Rocky Mountain, au Colorado.

Une station de rangers est un bâtiment construit dans ou à proximité d'une aire protégée pour abriter le personnel chargé de sa préservation. Souvent édifiée selon un style rustique en matériau local, généralement le bois si l'on se trouve à proximité d'une forêt, la station peut servir d'hébergement pour les rangers en poste tout en assurant généralement un accueil du public — chasseurs, randonneurs, etc. — ayant besoin d'être renseigné.

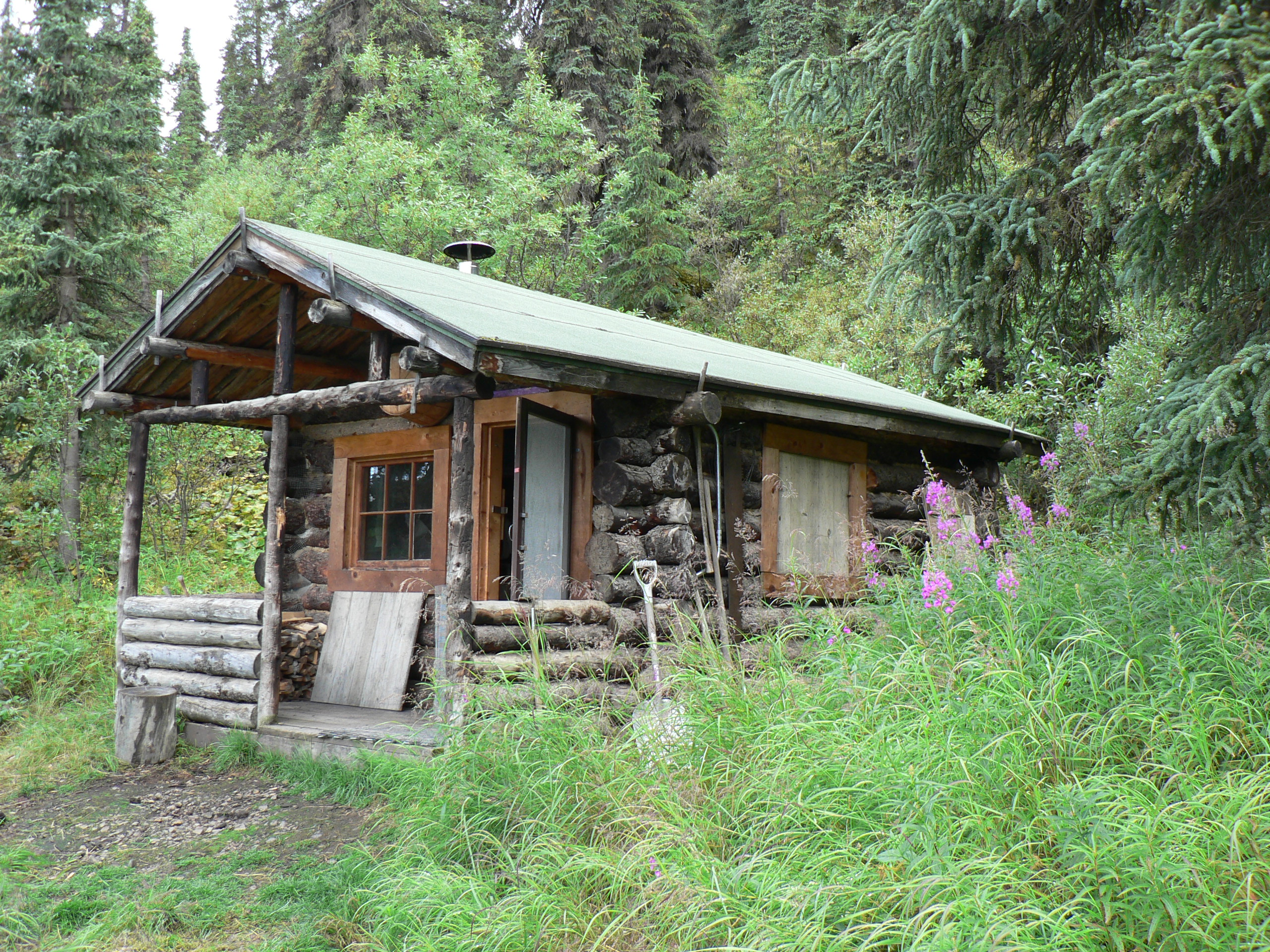
La Pearson Cabin dans le borough de Denali, en Alaska.
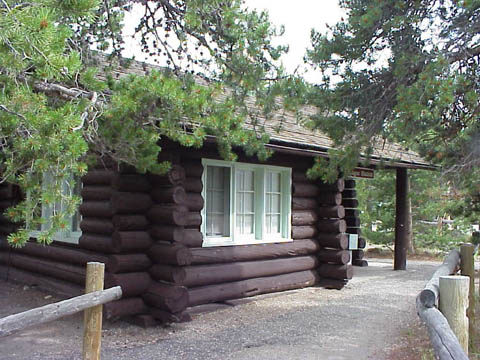
La Glacier Basin Campground Ranger Station au Colorado.
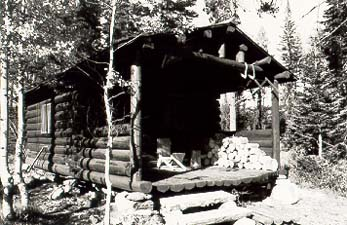
La Leigh Lake Ranger Patrol Cabin dans le Wyoming.
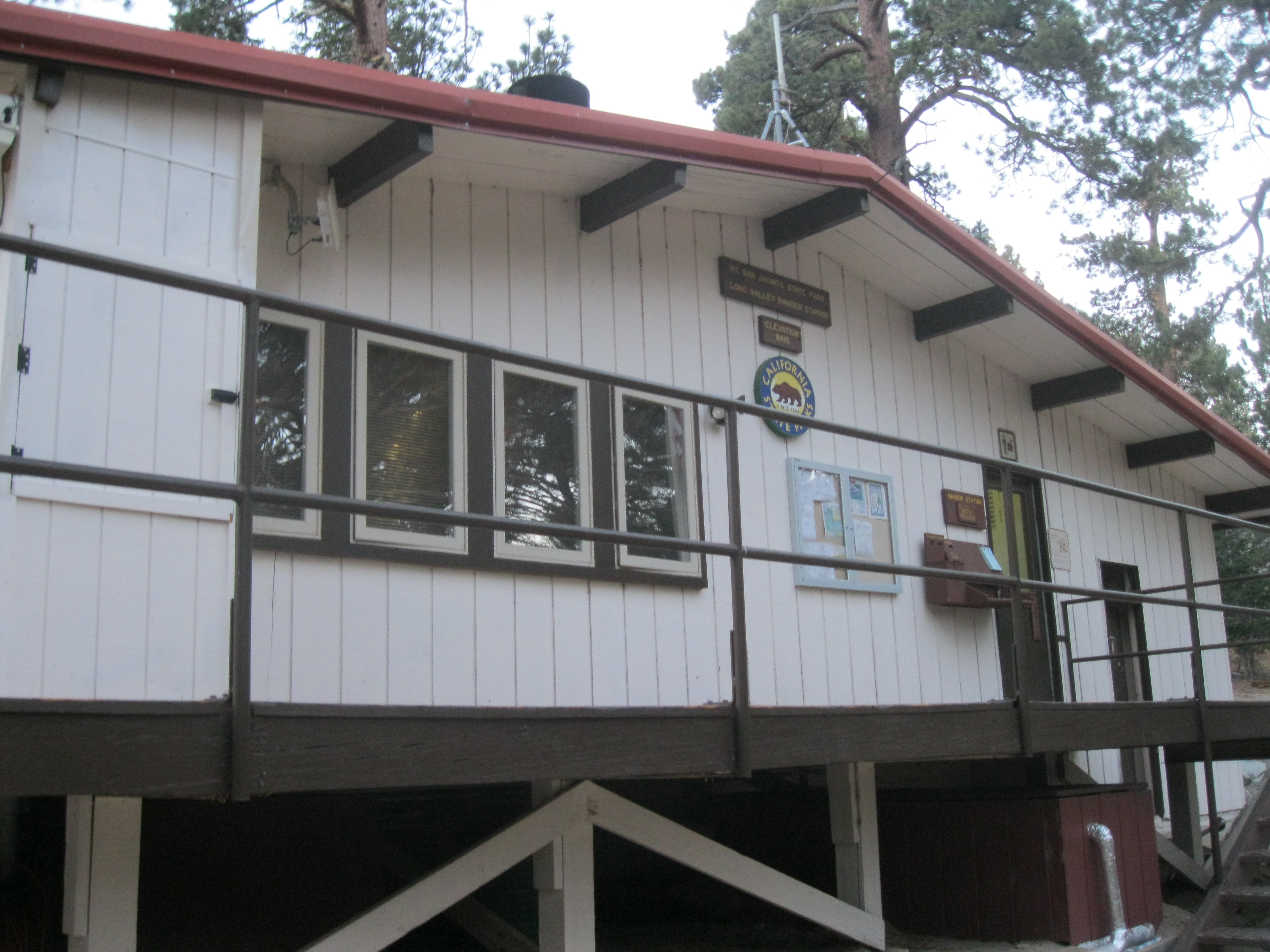
La Long Valley Ranger Station en Californie.
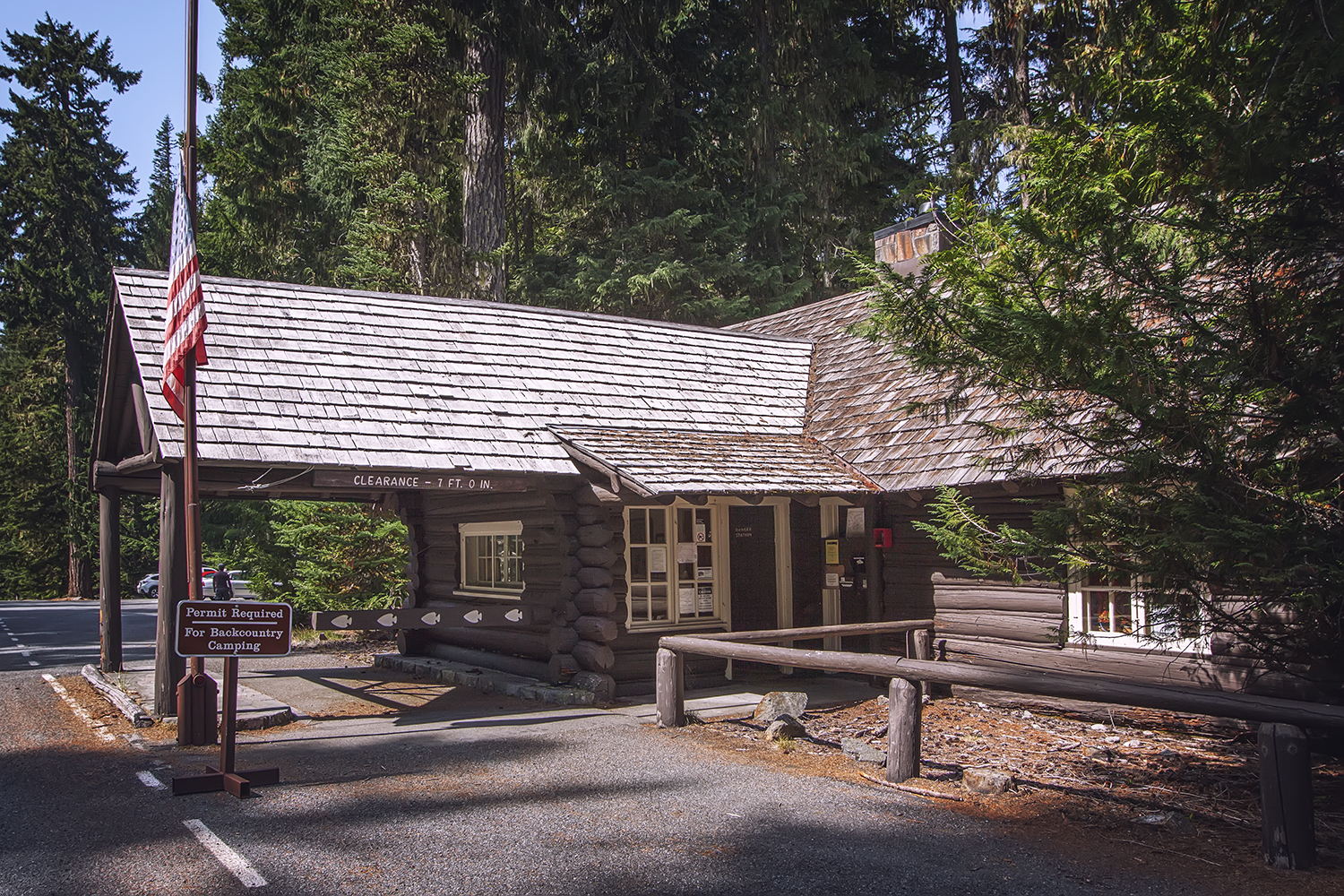
La White River Entrance dans l'État de Washington.